# Supermarine Spitfire
Supermarine Spitfire byl britský jednomístný stíhací letoun sloužící v RAF a v letectvech dalších spojeneckých armád během druhé světové války. Letoun tvořil spolu s Hurricany základ britského stíhacího letectva během bitvy o Británii. Vzniklo mnoho variant Spitfiru, používal několik konfigurací křídla a také byl vyráběn ve větším množství než jakékoliv jiné britské letadlo. Šlo také o jediný britský stíhací letoun, který se vyráběl po celou válku. Spitfire je i nadále populární mezi nadšenci; téměř 60 z nich zůstává způsobilých k letu a mnoho dalších slouží jako statické exponáty v leteckých muzeích po celém světě.
Spitfire byl navržen jako vysoce výkonný stíhací letoun s kratším doletem R.J. Mitchellem, hlavním konstruktérem Supermarine Aviation Works, která od roku 1928 působila jako dceřiná společnost firmy Vickers-Armstrongs. Mitchell značně ztenčil výrazné eliptické křídlo Spitfiru a použil zapuštěné nýty (navržené Beverley Shenstonem), aby mělo nejtenčí možný průřez, což letadlu pomohlo dosáhnout vyšší maximální rychlosti než u několika jeho současníků, včetně letounu Hawker Hurricane. Mitchell pokračoval ve zdokonalování konstrukce až do své smrti v roce 1937, načež jeho místo hlavního konstruktéra převzal kolega Joseph Smith, který dohlížel na vývoj Spitfiru prostřednictvím mnoha variant.
Během bitvy o Británii od července do října 1940 vnímala veřejnost letoun Spitfire jako hlavní stíhací letoun RAF, ačkoli větší část břemene čelící německé Luftwaffe nesl početnější Hawker Hurricane. Jednotky vyzbrojené Spitfiry však měly nižší míru opotřebení a vyšší poměr vítězství ke ztrátě než jednotky létající s Hurricany díky vyšším výkonům Spitfiru. Během bitvy byly Spitfiry obecně pověřeny zachytáváním stíhaček Luftwaffe - hlavně letounů Messerschmitt Bf 109E, které jim byly velmi blízké.
Po bitvě o Británii Spitfiry nahradil Hurricany coby páteřní stroj stíhacího velitelství RAF a byl nasazen na evropském, středomořském, tichomořském bojišti a také v jihovýchodní Asii. Spitfire, který si piloti velmi oblíbili, sloužil v několika rolích, včetně stíhací, fotografického průzkumu, jako stíhací bombardér a cvičný letoun. Toto si udržel až do padesátých let. Seafire byla palubní varianta Spitfiru a sloužila ve Fleet Air Arm od roku 1942 do poloviny 50. let. Ačkoli byl původní drak navržen pro motor Rolls-Royce Merlin o výkonu 1 030 koní (768 kW), byl dostatečně silný a adaptabilní, aby používal stále výkonnější motory Merlin a později Rolls-Royce Griffon, které poskytovaly výkon až 2 340 koní (1 745 kW). Výsledkem bylo zlepšení výkonů a schopností Spitfiru v průběhu jeho služby.

## Vznik avývoj

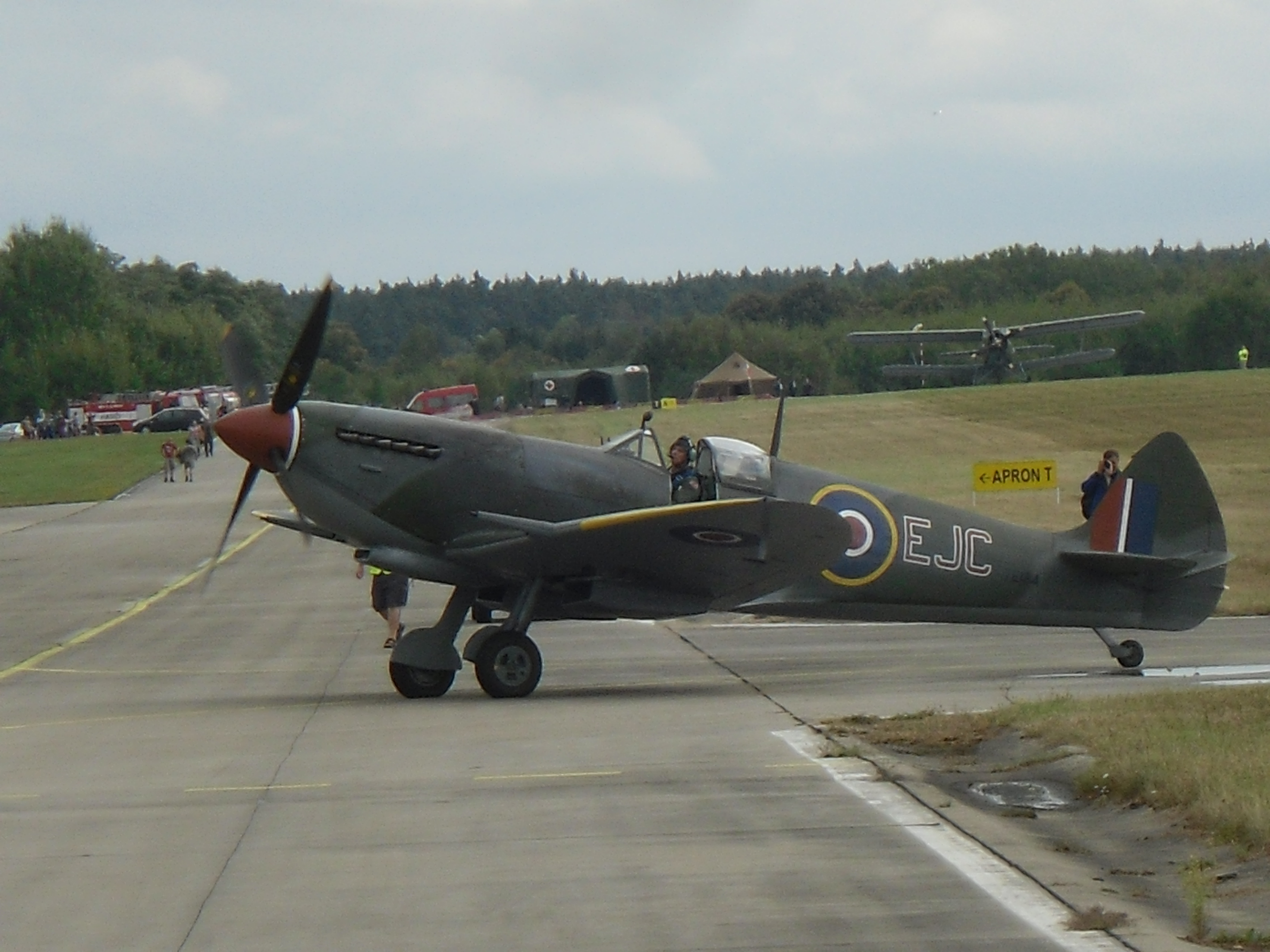
Spitfire Mk.XVI TE184 v Plzni

Částečný řez Spitfirem

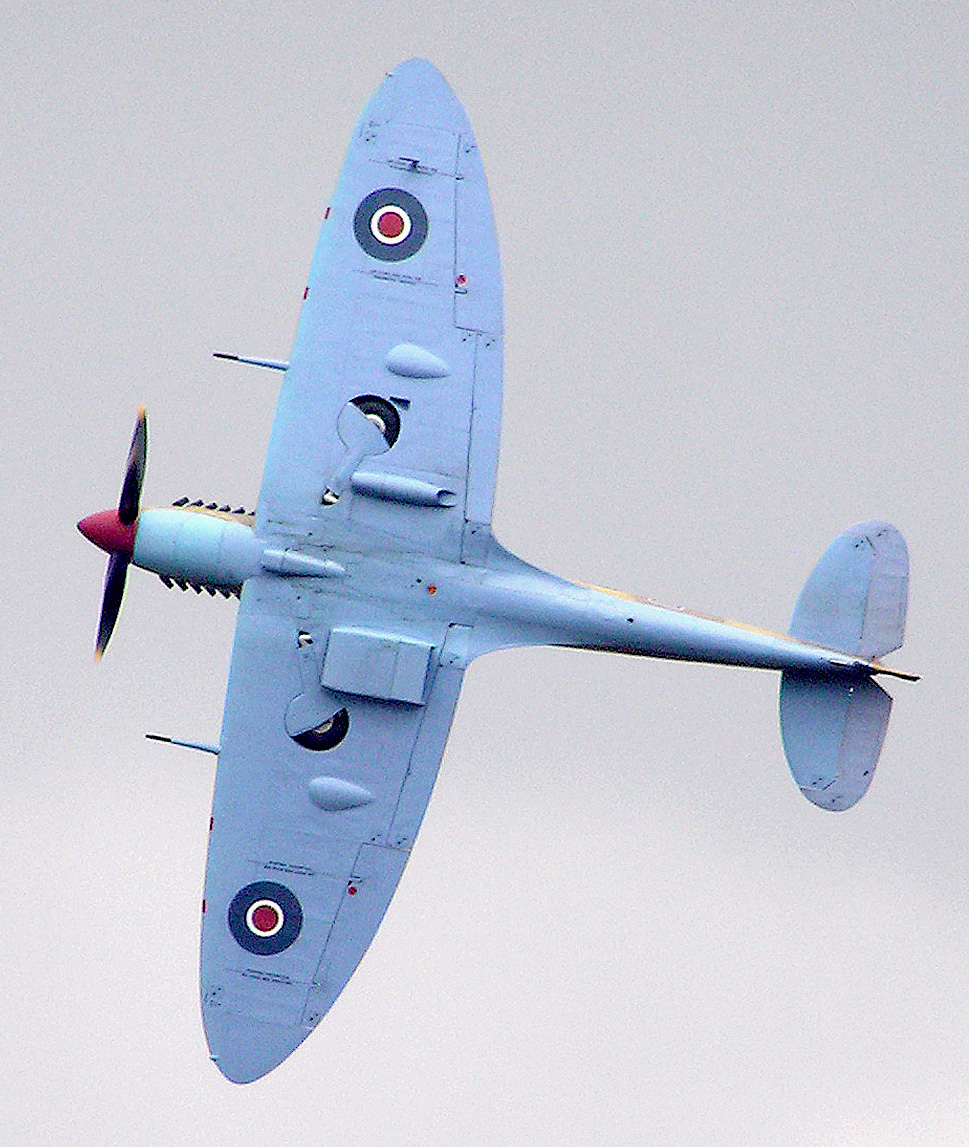
Spitfire Mk. V s eliptickým křídlem

Supermarine začalo s vývojem své první stíhačky jako odpověď na specifikaci F.7/30 vydanou britským ministerstvem letectví v roce 1931. Ta požadovala letadlo moderní koncepce poháněné motorem Rolls-Royce Goshawk II. Soutěže o typ specifikovaný v F.7/30 se zúčastnily všechny významné letecké společnosti v Británii i malá firma Supermarine (od roku 1928 vlastněná koncernem Vickers-Armstrongs). Ta měla zkušenosti s vývojem rychlostních speciálů, které dosáhly výrazných úspěchů v soutěži plovákových letadel o Schneiderův pohár s typy Supermarine S.5 a S.6 (rychlostní plovákový typ S.6B konstruovaný Reginaldem J. Mitchellem dosáhl 29. září 1931 světového rychlostního rekordu výkonem 657 km/h).
Vyvíjený stroj dostal označení Type 224 a jeho šéfkonstruktérem byl R. J. Mitchell. Měl otevřenou pilotní kabinu a mohutně zakapotovaný pevný podvozek (v kapotách bylo po jednom kulometu ráže 7,7 mm, další dva byly v trupu před pilotem). Prototyp vzlétl 19. února 1934, ale nedosahoval požadovaných výkonů.
V roce 1935 britské ministerstvo letectví objednalo ve firmě Supermarine specifikací F.37/34 první celokovové stíhací letadlo pro potřeby RAF. Prototyp Supermarine Type 300 byl dokončen 18. února 1936, konstruktérem byl opět Reginald J. Mitchell. Prototyp se sériovým číslem K5054 poprvé vzlétl 5. března 1936 (někdy se udává i 6. březen) poháněný motorem Rolls-Royce Merlin C a dvoulistou dřevěnou vrtulí. Mimo celokovové konstrukce měl krytou kabinu a zatahovací podvozek. Po menších úpravách prototypu byla v červnu 1936 objednána první série 310 kusů pod názvem Spitfire. Technologická náročnost typu (zejména výroby moderního eliptického křídla) způsobila zpoždění náběhu výroby a první exempláře začaly k jednotkám přicházet až na podzim 1938, počínaje 19. perutí, která svůj první stroj převzala dne 4. srpna.
Původní výrobní série měla dvoulisté dřevěné vrtule, ale od 78. vyrobeného kusu byly Spitfiry opatřovány za letu stavitelnou kovovou třílistou vrtuli de Havilland. Od šedesátého vyrobeného stroje bylo křídlo vybaveno systémem vyhřívání výzbroje, která předtím ve větších výškách trpěla poruchami a od ledna 1939 byly Spitfiry vybavovány překrytem kabiny s odsouvatelnou prostřední částí vypouklého tvaru namísto původní přímé. Tyto a další změny a úpravy byly postupně aplikovány i u dříve vyrobených kusů.
Celkem vzniklo 24 verzí s mnoha subvariantami lišícími se motory, výzbrojí či výstrojí. Výzbroj se zpočátku u prvních verzí sestávala výhradně z kulometů. Verze Mk.IA nesla osm kulometů Browning ráže 7,7 mm vestavěných do křídla. Protože se brzy ukázalo, že kulomety mají relativně malý účinek, dostaly Spitfiry výzbroj 20mm kanónů British-Hispano. Po testech na několika strojích Mk.I bylo vyrobeno 170 kusů verze Spitfire Mk.IIB, vyzbrojené dvěma 20mm kanóny British-Hispano a čtyřmi 7,7mm kulomety. Ve velkém měřítku, kdy kanóny nesla většina produkce, byl takto vyzbrojen až Spitfire Mk.VB a Mk.VC, který se začal vyrábět v létě roku 1941. Ty byly poháněny motory Rolls-Royce Merlin 45, 46, 50 nebo Merlin 55. V největším počtu však byly vyráběny verze Mk.IX a Mk.XVI (Mk.XVI, až na motor vyráběný v licenci u americké automobilky Packard, byl identický s Mk.IX). Ta se od verze Mk.V mimo detailů a zesílené konstrukce draku lišila hlavně motorem Rolls-Royce Merlin 61 a později 63, 66 či 70 (LF Mk.XVI poháněl motor Packard Merlin 266) a čtyřlistou vrtulí. Do služby byla nasazena v červenci 1942, měla být jen dočasným řešením nadřazenosti německých Fw 190A nad tehdejšími stíhacími stroji RAF. Ihned se osvědčila a v její výrobě se pokračovalo. Přibyla také výzbrojní varianta E, u které byla oproti variantě C nahrazena čtveřice kulometů ráže 7,7 mm dvěma kulomety Browning ráže 12,7 mm. Stroje posledních sérií Mk.IX a Mk.XVI dostaly kapkovitý překryt kabiny (podobně jako měly stroje Typhoon, Tempest či P-51D Mustang), zlepšující výhled pilota do zadní polosféry. V roce 1944 také byla nasazena nejlepší verze která se ještě zúčastnila bojů za II. světové války, Spitfire Mk.XIV, poháněná motorem Rolls-Royce Griffon. Bylo postavených více než 20 300 kusů všech verzí a Spitfire zůstal ve službě až do padesátých let 20. století. Stroje byly vyráběny v továrnách v Castle Bromwich nedaleko Birminghamu a v Southamptonu.

### Námořní verze

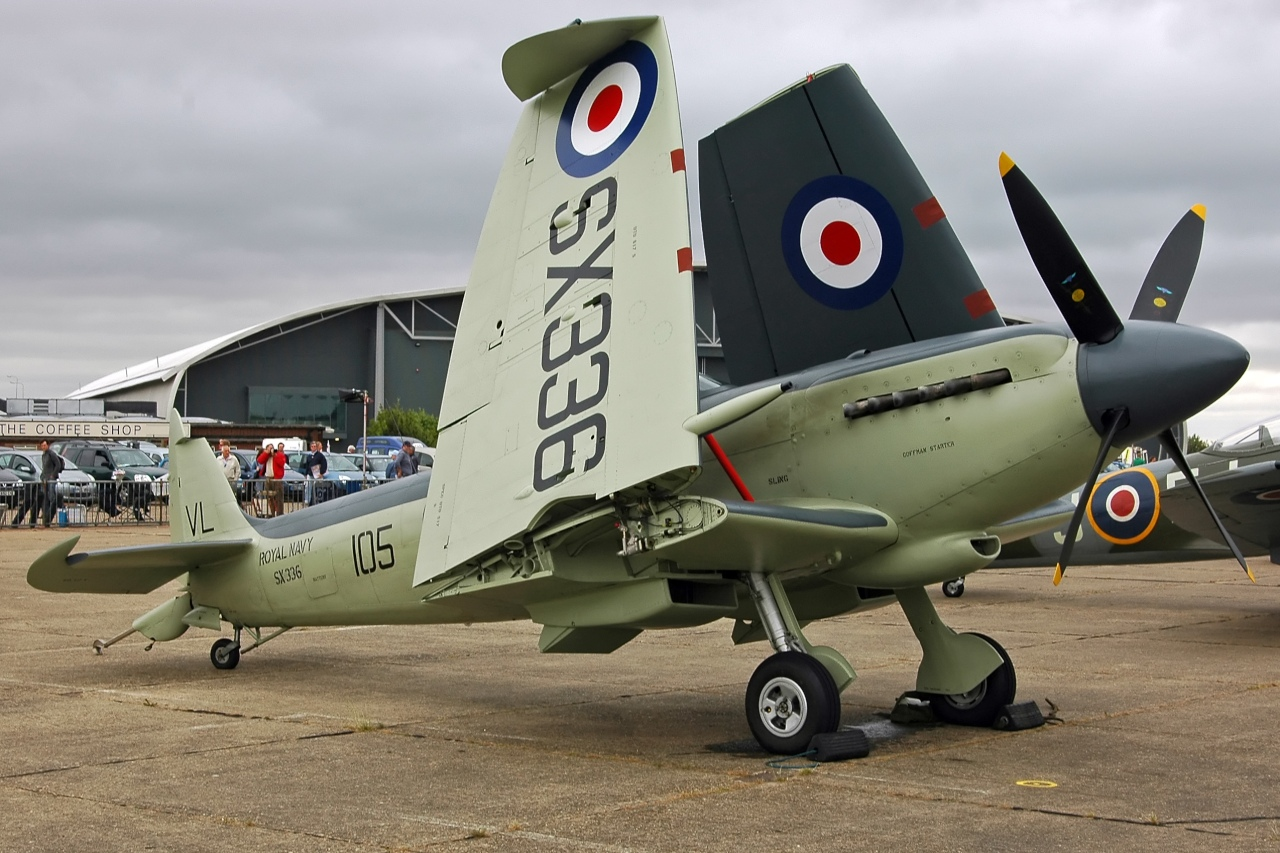
Seafire F XVII SX336 v červenci 2006

Existovala také námořní verze nazývaná Seafire určená pro operace z palub letadlových lodí. Měla na spodní straně trupu (později vzadu za ostruhovým kolečkem) záchytný hák (kvůli brzdění letadla při přistávání na letadlových lodích), sklápěcí křídla a další výstroj potřebnou k provozu na letadlových lodích. I přes solidní výkony nebyla tato modifikace úplně vhodná pro takovou službu (obtížné přistávání, způsobené malým rozchodem podvozku, vedlo k množství nehod, typ také neoplýval dlouhým doletem potřebným nad mořem), a tak se Seafire nestal v britském námořním letectvu tak dominantním typem jako na pevnině u RAF.
Celkem bylo vyrobeno více než 2 500 strojů různých verzí letadla Supermarine Seafire. Poslední verze Seafire (F.47) byla nasazena ve válce v Koreji. K vyřazení Seafire ze služby došlo v roce 1952.
Začátkem roku 1940, kdy probíhaly boje v Norsku a Spojenci ztratili všechna tamní pozemní letiště, přišlo RAF s návrhem přestavět Spitfiry na plovákové stíhací letouny, schopné operovat z mořské hladiny v oblastech, kde nebylo možné nasazení letadlových lodí. V dubnu začali přestavovat Supermarine Spitfire Mk.I (R6722), ovšem boj o Norsko mezitím skončil a tak se stroj vrátil do původní podoby pozemního stroje. Práce na plovákových Spitfirech se obnovily v roce 1941. První přestavba proběhla na verzi Mk.V (W3760), která byla zalétána v říjnu 1942. Letoun obdržel čtyřlistou vrtuli, měl zaplechované šachty kolového podvozku a novou kýlovku se směrovkou a spodním kýlem. Firma Folland přestavěla ještě další dva Spitfiry Mk.V (EP751 a EP754). Takto upravené stroje se dvěma plováky dosahovaly maximální rychlost 520 km/h. V roce 1943 vznikla ještě přestavba z verze Mk.IXb (MJ892), jejíž maximální rychlost vzrostla na 605 km/h. V témže roce RAF rozhodlo nasadit plovákové Spitfiry proti německým transportním letounům, které obstarávaly přepravu vojenského materiálu z Řecka na Krétu. EP 451, EP754 a MJ892 byly lodí přepraveny do Středomoří s předpokládanou základnou na některém z malých řeckých ostrovů. Zásobování měly obstarávat ponorky. Jednotka byla nejprve dislokována v Egyptě na Velkém Hořkém jezeře, kde započal výcvik. Po dosažení operační způsobilosti byl však plán nasazení zrušen.

## Konstrukce

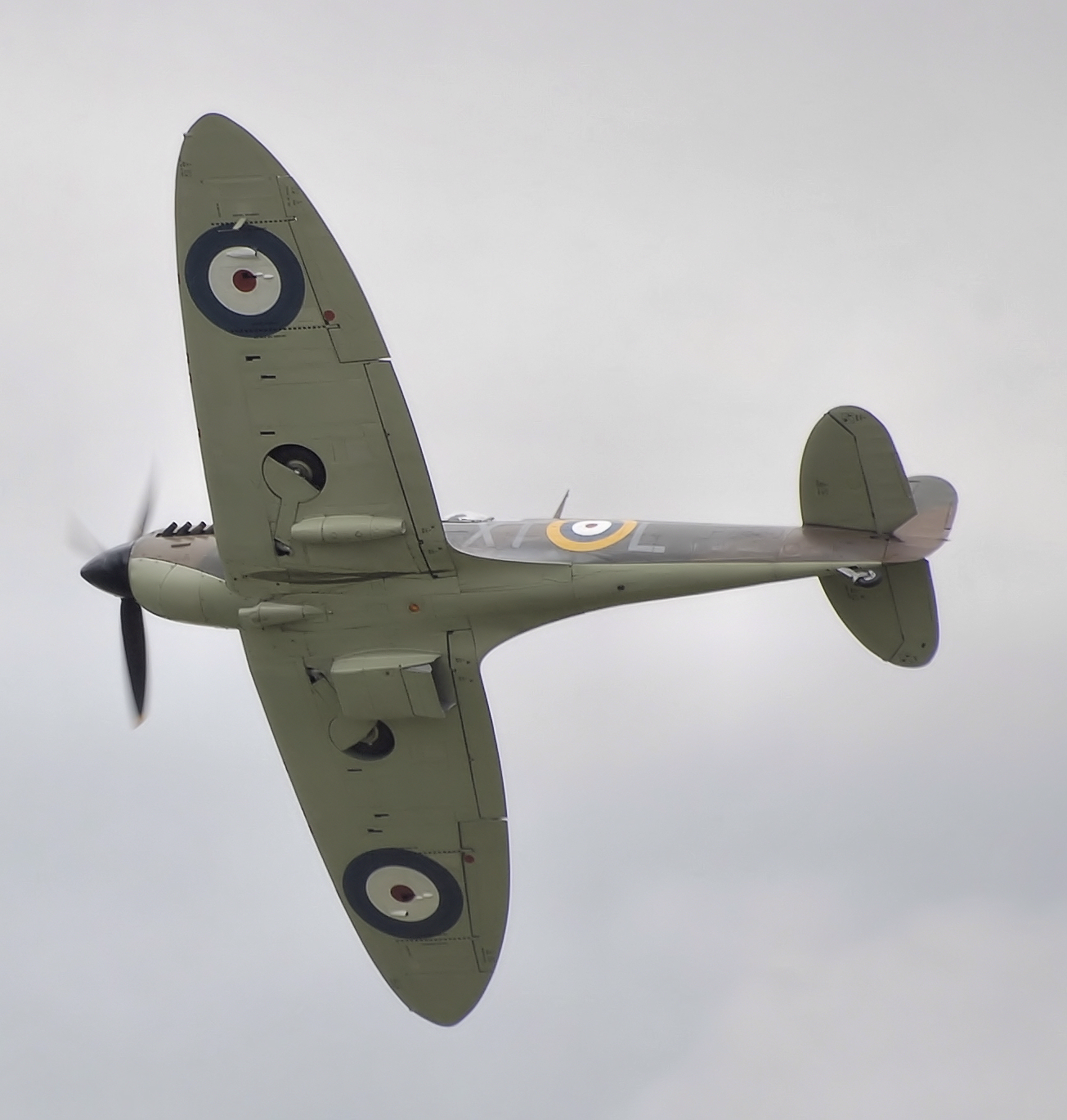
Spitfire Mk IIA P7350 je jediný dochovaný letuschopný Spitfire nasazený během bitvy o Británii. Nachází se ve stavu Battle of Britain Memorial Flight.

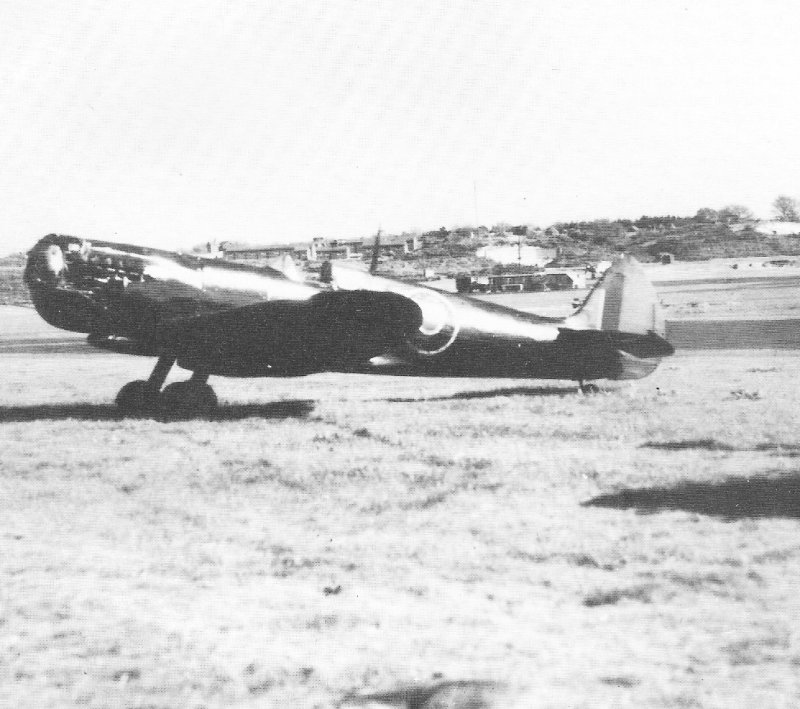
Spitfire Mk.XI piltovaný Sqn. Ldr. Martindalem; po letu 27. dubna 1944, kdy letoun dosáhl rychlosti 975 km/h (možno si všimnout poškození z tohoto letu).

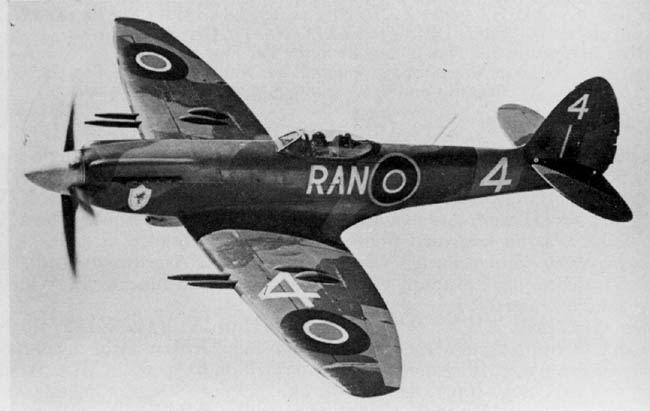
Spitfire F Mk.22 s motorem Rolls-Royce Griffon

Spitfire byl jednomotorový jednomístný stíhací letoun, celokovový samonosný dolnoplošník poloskořepinové konstrukce, pouze kormidla kryla plátno, s jednoduchými ocasními plochami a se záďovým zatahovacím podvozkem.
Jedním z důležitých prvků konstrukce bylo tzv. geometrické zkroucení křídla. Úhel nastavení křídla se plynule snižuje z 2° u kořene křídla na −0,5° na koncích. Zkroucení křídla zajišťuje dobré chování při přetažení letounu – při přetažení se proudění začne odtrhávat nejprve u kořene křídla, což způsobuje dvě věci:
– turbulentní proudění zasáhne ocasní plochy letounu, což způsobí vibrace výškovky, které se řízením přenášejí pilotovi na řídicí páku; toto kmitání kniplu pilota informuje o tom, že se blíží do nebezpečné oblasti, při které může dojít ke ztrátě vztlaku a pádu letounu;
– za druhé, díky menšímu úhlu náběhu vnějších částí křídla, si stroj stále ještě zachovává účinná křidélka, takže stroj stále ještě je plně ovladatelný.
Slabší stránkou prvních verzí motoru Merlin byl karburátor, který při vysokých negativních násobcích (fakticky jen při přechodu do střemhlavého letu) přestal dodávat palivo do motoru, zatímco jeho hlavní soupeř Messerschmitt Bf 109E měl přímé vstřikování paliva do válců, kde k tomuto nedocházelo, ovšem vstřikovací souprava je výrobně náročnější, a tedy i dražší, a přímé vstřikování paliva do válců je také citlivé na zavzdušnění palivového systému. Ovšem první, byť jen „provizorní“ řešení se objevilo již v roce 1940, kdy byl v  AE navržen a zkonstruován tzv. RAE-restrictor, známý též pod označením „Shilling orifice“, autorkou jehož řešení byla Beatrice Shilling, byť toto se do výroby dostalo až po „bitvě o Británii“. Definitivním řešením pak byla konstrukce karburátoru spolehlivě pracujícího i při záporných násobcích, tzv. „RAE anti-G carburettor“.
Výsledkem tedy, za bitvy o Británii, bylo, že v nepříjemné situaci se mohl pilot Messerschmittu odpoutat prudkým přechodem do střemhlavého letu, kdy zprvu získal před pronásledovatelem cenné desítky metrů. A protože ve vzdušných soubojích rozhodují sekundy či spíše zlomky sekund, byla to nebezpečná výhoda Messerschmittů, byť se ovšem jednalo o únik – tedy o situace kdy pilot německé stíhačky rozhodně nebyl ten, kdo by měl navrch. Projevovala se zejména v střemhlavém letu, ve kterém byly schopné uniknout Spitfirům. Ty měly naopak lepší stoupavost, a tak často unikaly nepříteli prudkým stoupáním.

## Služba uRAF

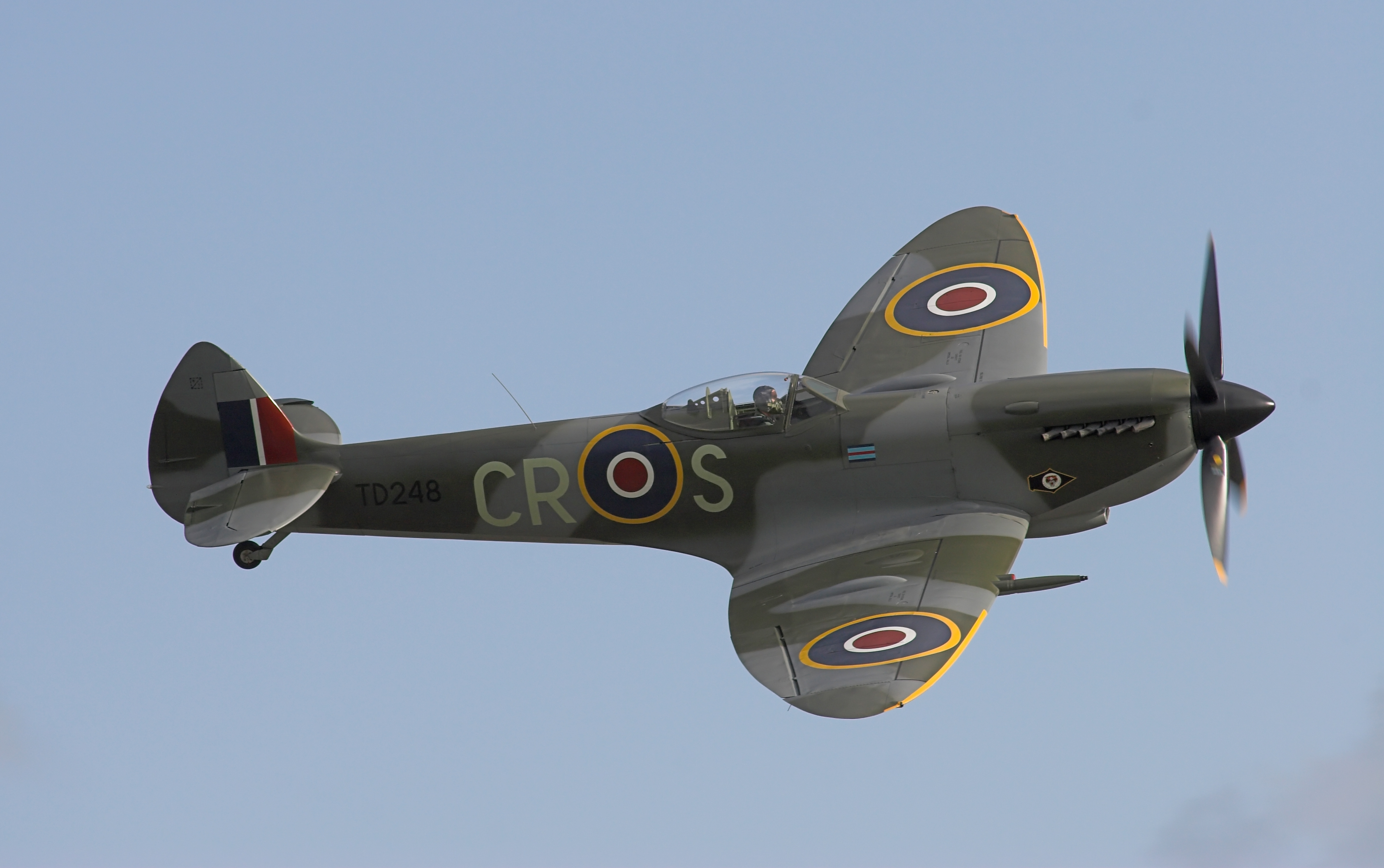
Spitfire Mk.XVI

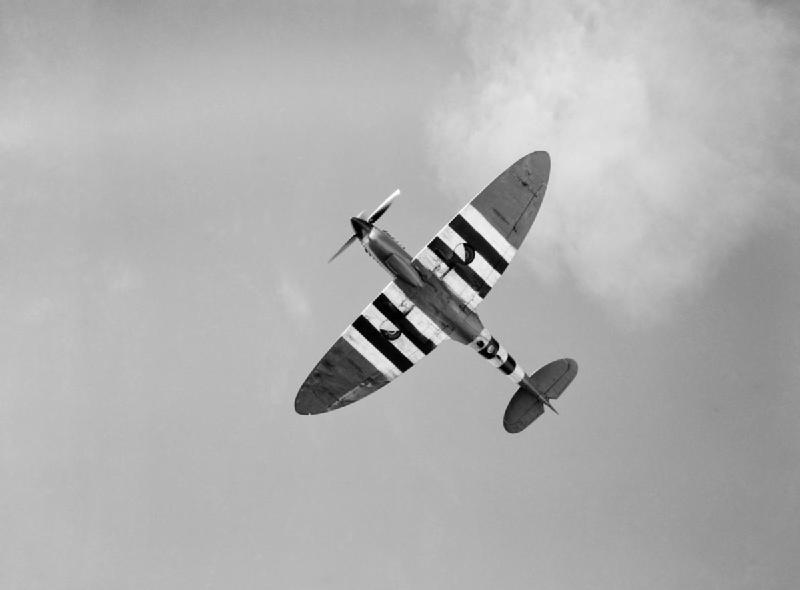
Průzkumný Spitfire PR Mk.XI, PL775 ‚A‘ z 541. perutě RAF s invazními pruhy

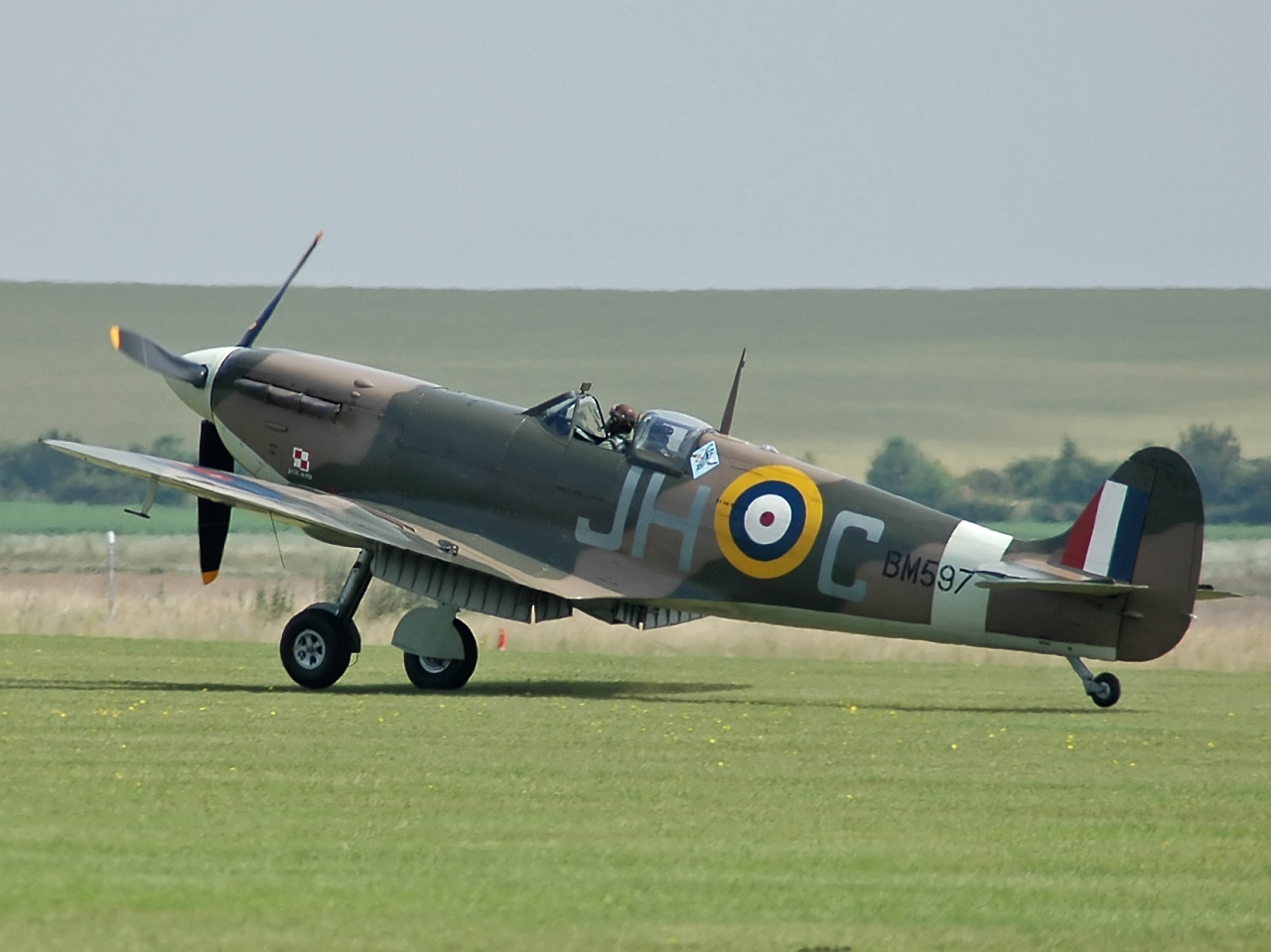
Spitfire Mk.Vb BM597, dodnes provozovaný Historic Aircraft Collection v původní kamufláži polské 317. perutě

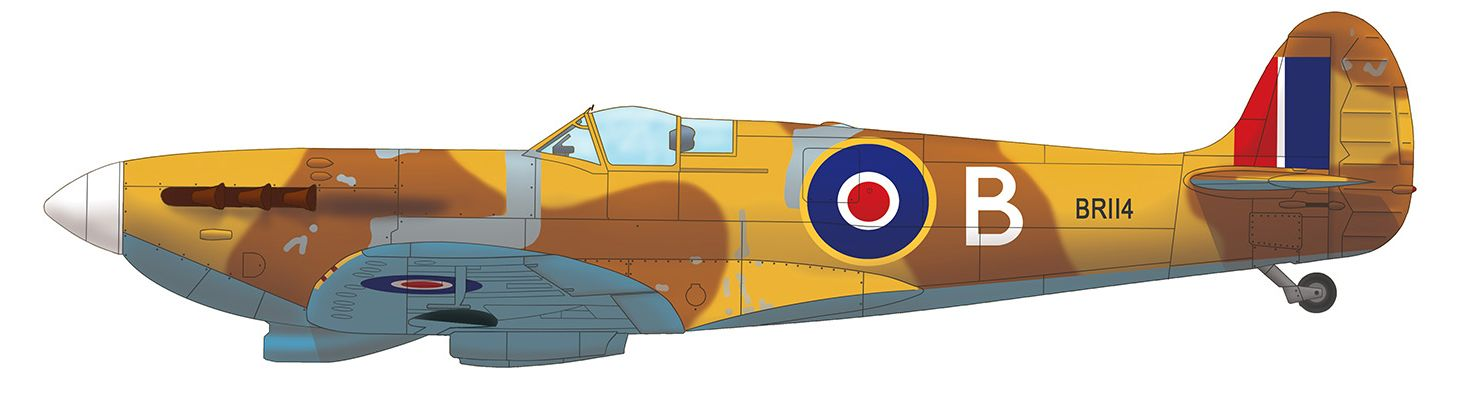
Supermarine Spitfire Mk.VC, BR114, po úpravě na výškovou stíhačku u No. 103 MU v Abúkiru, 1942

Spitfire se časem stal, i díky úspěšné propagandě, legendou bitvy o Británii. Spitfire byl určitě jedním z nejlepších stíhacích strojů své doby. Během roku 1940 měl svou nezastupitelnou úlohu při ochraně britského vzdušného prostoru a při ochraně ustupujících britských a francouzských vojsk u Dunkerque. V době bitvy o Británii ale ještě nebyly perutě RAF vybaveny dostatečným počtem strojů tohoto typu, a tak se dělil o úspěchy se svým kolegou od firmy Hawker. RAF totiž v té době disponovala dostatečným počtem robustní stíhačky Hawker Hurricane (3/4 stíhacího letectva), která se ukázala být vhodnou pro ničení nepřátelských bombardérů, ale kvůli nižším výkonům a výhradně kulometné výzbroji byla slabší v porovnání s německou nejrozšířenější stíhačkou Messerschmitt Bf 109E.
Tento stav vedl k tomu, že po relativně dlouhý čas měly obě stíhačky při německých náletech úkoly rozdělené (pokud to okolnosti dovolily). Výkonnější Spitfiry zaměstnávaly stíhačky nepřítele a odolné Hurricany rozbíjely svazy bombardérů. Oba typy byly v tomto období pro Brity určitě nenahraditelné.
Spitfire a Hurricane měly oproti německým strojům výhodu v navigaci. Tu jim zabezpečoval tehdejší poměrně nový vynález – radar. Hlavní však bylo to, že ho Britové dovedli velmi účinně použít a skvěle navigovat své hlídkující stroje k nepříteli. Nezanedbatelným faktorem byla i blízkost vlastních letišť a tím pádem i nižší spotřeba paliva, což nahrávalo letcům RAF. Němci nebyli schopní poskytnout svým bombardovacím svazům stíhací ochranu po celou dobu letu. Obzvlášť v hloubce anglického vnitrozemí.
Verze Mk.I a Mk.II byly bojově nasazené v Evropě do konce roku 1941, kdy začaly být nahrazovány verzí Mk.V. Letadlová loď HMS Eagle dopravila několik těchto strojů i na Maltu, na jejíž obraně se v roce 1942 ve velké míře podílely v celkovém počtu kolem 275 strojů. Vybavené velkým prachovým filtrem byly verze Mk.V a Mk.VIII nasazeny také do bojů v severní Africe i v rámci amerického letectva. O něco později následovaly spojenecká vojska jako vzdušné krytí na Sicílii a do Itálie. Jejich krátký dolet je ale předurčoval jen na doprovod bombardérů na krátké vzdálenosti a na akce typu „sweep“ nad letišti v okupované Francii. Dálkový doprovod amerických bombardérů měly zajišťovat americké P-47, P-38 a později i P-51.
Na bojištích v Tichém oceánu byly Spitfiry nasazeny nejprve v Austrálii. Zpočátku hlavně jako průzkumné stroje, později i jako stíhačky. Koncem roku 1942 létaly na strojích Mk.V v severoaustralském Darwinu už dvě perutě. První stroje Mk.V byly v bojích v Barmě nasazeny v září 1943. Spojenečtí piloti byli nemile zaskočeni, že ani Spitfire nevymanévruje ve vzdušném souboji japonské stíhačky Micubiši Zero.
Na Spitfirech létalo mnoho nejúspěšnějších britských es války a nejúspěšnějším z nich byl plukovník, později letecký vícemaršál RAF James Edgar "Johnnie" Johnson, který během 516 bojových vzletů zaznamenal 34 potvrzených sestřelů samostatně, 7 ve skupině, 3 pravděpodobné sestřely samostatně, 4 ve skupině, 10 poškozených strojů samostatně, 3 ve skupině a 1 zničeným na zemi, všechny jeho samostatné sestřely byly nepřátelské stíhací stroje (14 Bf-109 a 20 FW-190), stal se nejen nejúspěšnějším ničitelem Focke-Wulfů ale i nejúspěšnějším britským a spojeneckým stíhacím pilotem na západní frontě proti Luftwaffe. Létal na verzích Spitfiru s imatrikulací svých iniciál JE-J a volacím znakem "Greycap". Během celé své kariéry nebyl ani jednou sestřelen a jeho letoun byl palbou nepřítele poškozen jen jedinkrát!

## Ostatní uživatelé

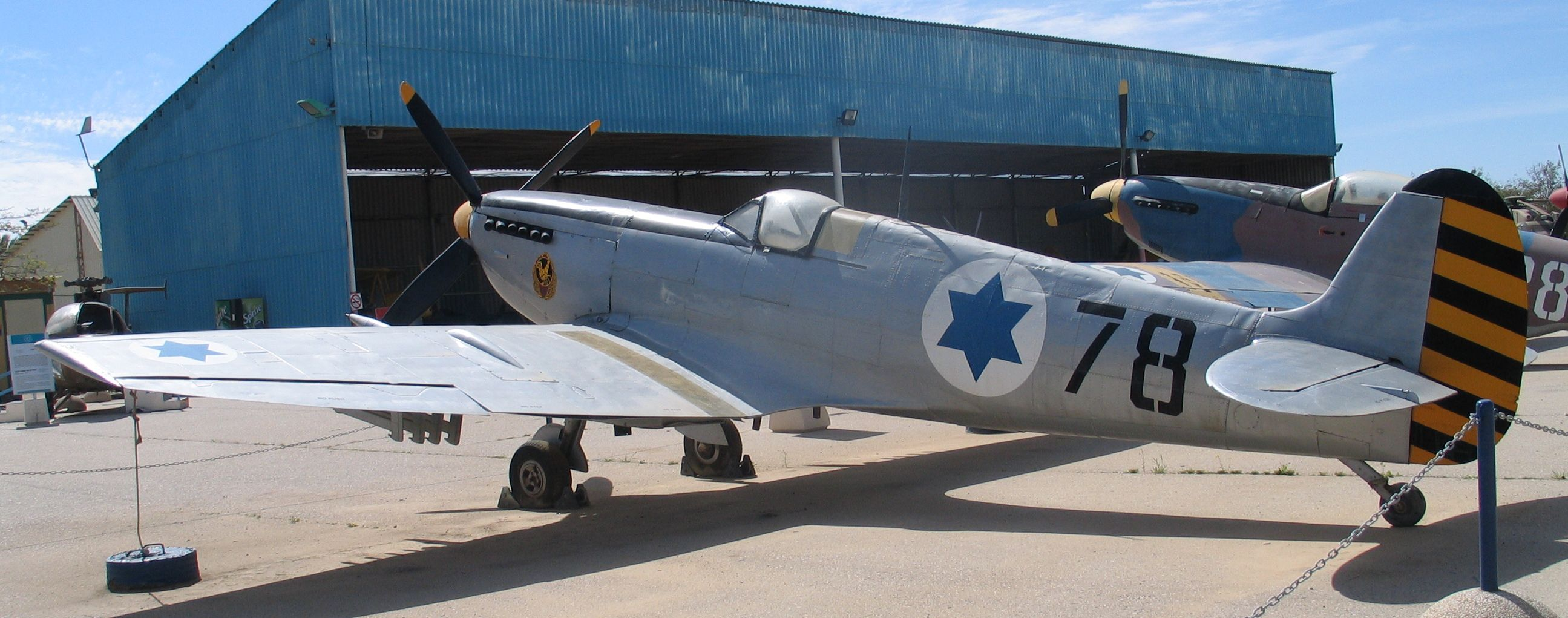
Supermarine Spitfire Mk.IX 105. tajeset v muzeu Chel ha-Avir na letecké základně Chacerim v Izraeli (2006)

Mimo RAF sloužily letouny Spitfire ve většině spojeneckých letectev. Obzvlášť významné byly pro kanadské (Royal Canadian Air Force), australské (Royal Australian Air Force), jihoafrické (South African Air Force) a novozélandské (Royal New Zealand Air Force) letectvo. Patřily též mezi několik málo neamerických typů letadel, které sloužily v americkém letectvu (United States Army Air Forces). Stíhačky Supermarine Spitfire používaly také některé jednotky cizích zemí, které spadaly pod britské RAF: byli to hlavně Francouzi, Norové, Belgičané, Poláci a Čechoslováci. V bojích proti Japonsku nasadilo tato letadla i indické královské letectvo. Spitfiry sloužily i v řadách letectva Rudé armády v Sovětském svazu kam byly dodány v rámci Smlouvy o půjčce a pronájmu. Ukořistěné exempláře použila v několika případech i Luftwaffe.
Po druhé světové válce používalo Spitfiry: Švédsko, Itálie, Sýrie, Dánsko, Norsko, Turecko, Kanada, Nizozemsko, Francie, Portugalsko, Československo, Španělsko, Polsko, Rhodesie, Jugoslávie, Hongkong, Barma, Izrael a Spojené království. Zúčastnily se řecké občanské války a izraelské války za nezávislost.

## Popis konstrukce verze F Mk.IX
Supermarine Spitfire byl jednomístný jednomotorový samonosný dolnoplošník. Kovová kostra křídel, pevných ocasních ploch a trupu byla pokryta duralem. Kovová kostra pohyblivých ocasních ploch plátnem. Krycí plechy byly duralové. Řadový motor poháněl kovovou nebo dřevěnou čtyřlistou vrtuli s nastavitelným úhlem náběhu. Podvozek byl zatahovací, se zatahováním hlavních podvozkových nohou směrem ke koncům křídel, zadní ostruhové kolečko bylo pevné. Mimo vestavěné výzbroje mohly být neseny bomby o celkové hmotnosti 339 kg nebo přídavná nádrž.

## Specifikace (Spitfire LF Mk.IXC)

### Technické údaje
- Posádka: 1 (pilot)
- Rozpětí: 11,23 m
- Délka: 9,54 m
- Výška: 3,84 m
- Plocha křídel: 22,48 m²
- Hmotnost prázdného letounu: 2 630 kg
- Vzletová hmotnost: 3 450 kg
- Pohonná jednotka: 1× kapalinou chlazený, vidlicový dvanáctiválec Rolls-Royce Merlin 66
- Max. výkon motoru (v nominální výšce): 1 705 koní (1 271 kW)

### Výkony
- Maximální rychlost (ve výšce 6 400 m): 662 km/h
- Maximální rychlost u hladiny moře: ? km/h
- Cestovní rychlost: 520 km/h
- Dostup: 12 400 m
- Počáteční stoupavost: 23,9 m/s
- Čas výstupu do výšky 6 096 m: 4,75 minuty
- Dolet: 698 km
- Max. dolet (s příd. nádrží): 1 580 km

### Výzbroj
- 2x kanón British Hispano Mk.II ráže 20 mm s palebným průměrem 120 nábojů na zbraň a rychlostí palby 600 - 700 ran/min.
- 4x kulomet Browning Mk.II ráže 7,7 mm s palebným průměrem 350 nábojů na zbraň a rychlostí palby 1150 ran/min.